# Wallhecke

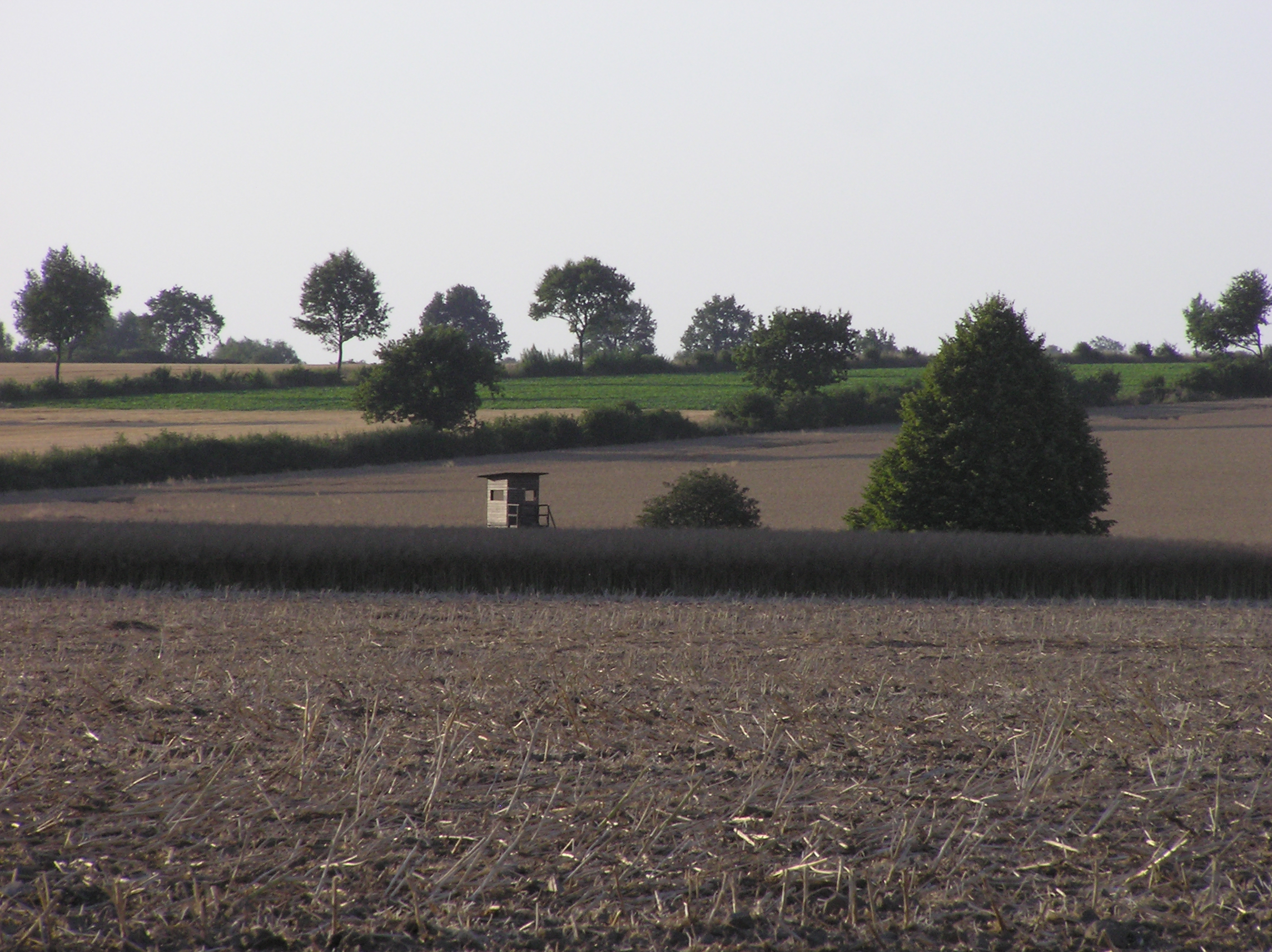
Knicks mit Überhältern bei Lauenburg

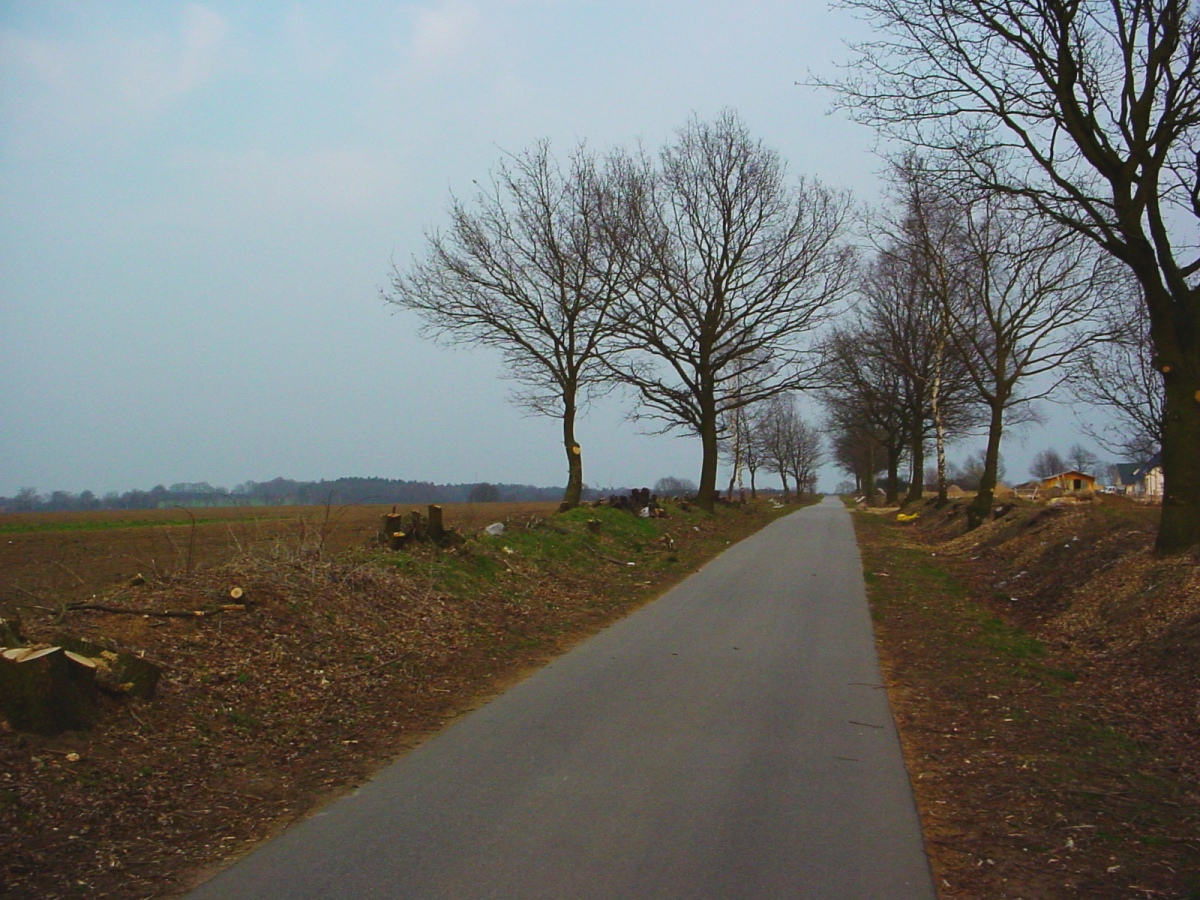
Auf den Stock gesetzter Knick, nur noch Wall und Überhälter bei Reinbek, 2004

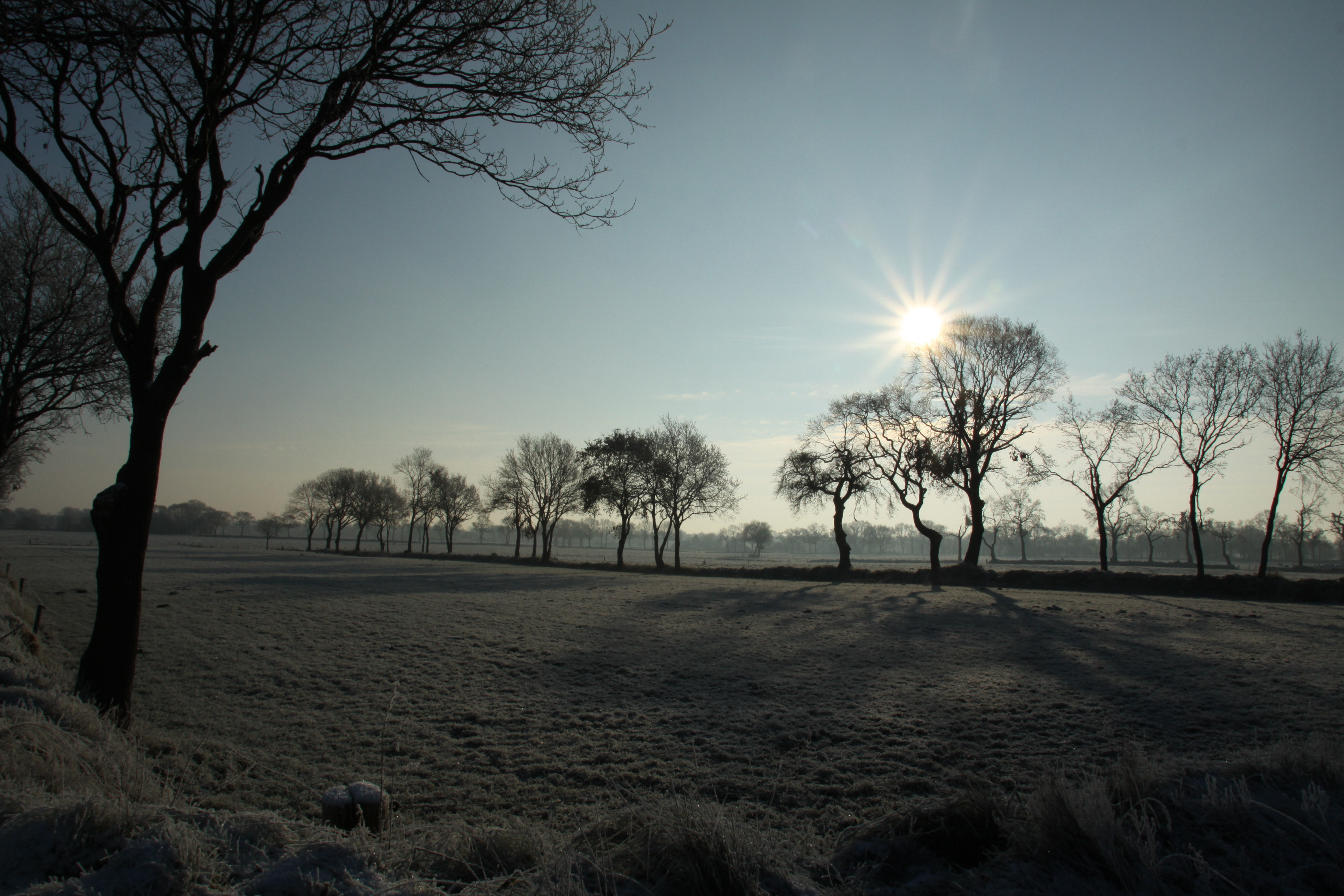
Knicklandschaft in Ostfriesland, 2010

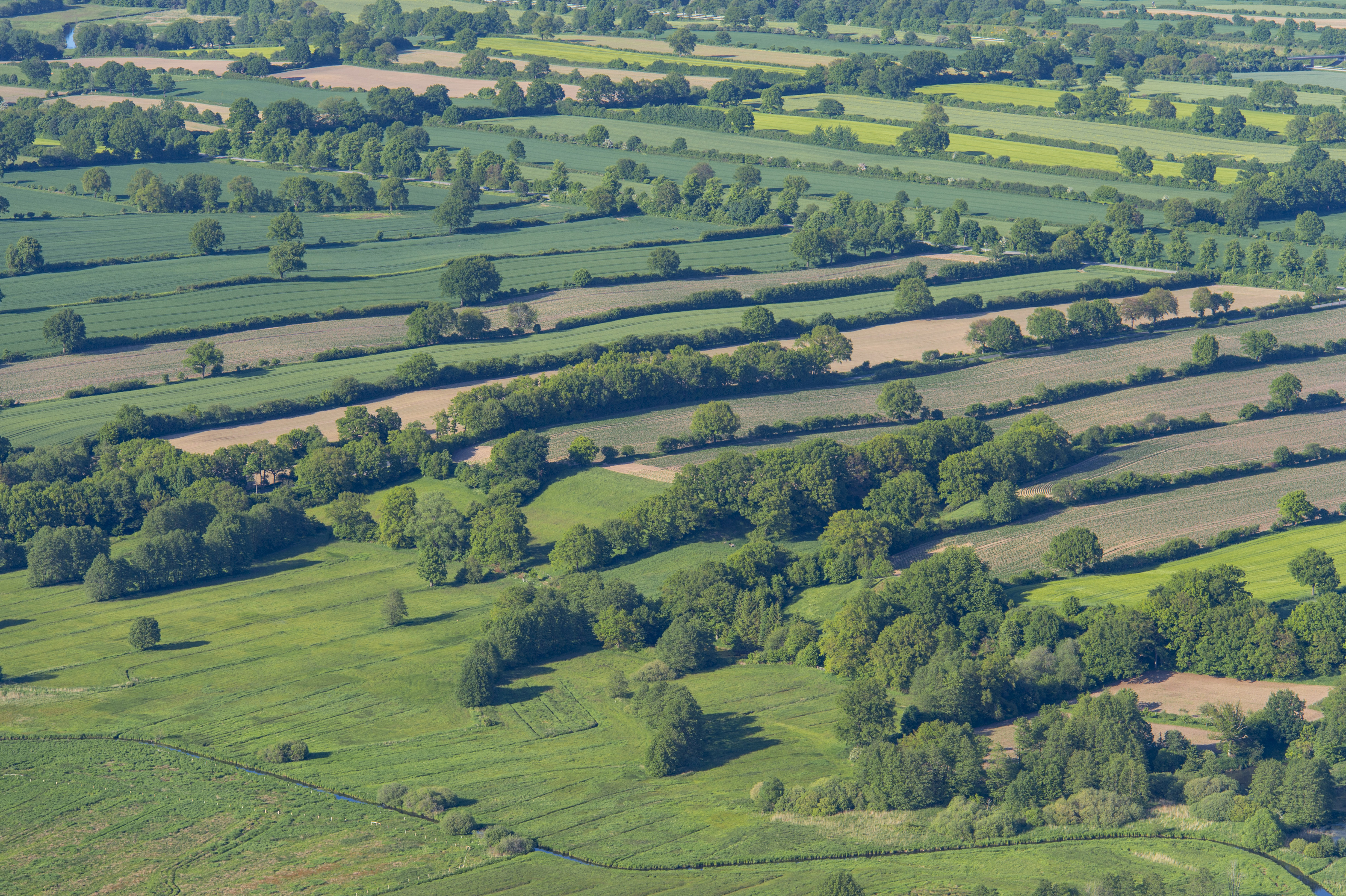
Heckenlandschaft vom Flugzeug aus gesehen

Wallhecke (auch Knick, Knicke, Knicks, Över oder Öwer) ist eine Bezeichnung für von Gehölzen bewachsene, meist künstlich errichtete Erd-, Stein- oder Torfwälle in Mitteleuropa. Sie sind als Einfriedung und Grenzmarkierung weit verbreitete landschaftsprägende Elemente der Kulturlandschaft. Die durchschnittliche Höhe eines Walls beträgt etwa einen Meter, die durchschnittliche Breite bei Erdwällen etwa zwei Meter.

## Begriffsbestimmung
Wallhecken und die dazugehörenden Landschaftstypen werden regional verschieden bezeichnet. 
Die in Schleswig-Holstein und Niedersachsen gebräuchliche Bezeichnung „Knick“ (Mehrzahl: Knicke oder Knicks) bezeichnet dort wallartige Baum- und Strauchhecken, die bereits im Hoch- und Spätmittelalter als Landwehren zur Befestigung von Territorien, später auch im Rahmen der Verkoppelung (Gemeinheitsteilung) als „lebende Zäune“ angelegt wurden. Ein typischer Knick bildet eine relativ dichte grüne „Wand“ aus Sträuchern und vereinzelten Bäumen. 
Der Begriff „Knick“ leitet sich von der Pflegetätigkeit ab, nämlich dem Knicken bzw. Beugen von Zweigen, dünnen Ästen oder sehr jungen Bäumen, um das Höhen- und Breitenwachstum zu begrenzen und zugleich die Hecke zu verdichten. 
Als Knick definiert das Land Schleswig-Holstein einen an gegenwärtigen oder ehemaligen Grenzen landwirtschaftlicher Nutzflächen oder zur Kompensation von Eingriffen in Natur und Landschaft angelegten Erdwall, der mit vorwiegend heimischen Gehölzen, Gras- oder Krautfluren bewachsen ist. Der Randstreifen beidseitig des Erdwalles zählt dabei zum Knick. Auch ein unbepflanzter Erdwall fällt unter die Bezeichnung als Knick, ebenso ein- oder mehrreihige Gehölzstreifen zu ebener Erde.
Die Wallhecken entlang des Weges leiteten früher die Tiere beim Viehtrieb und schützten die angrenzenden Felder gegen Verbiss oder Vertritt durch Vieh. 
In ländlichen oder auch vormals ländlichen Gegenden Norddeutschlands tragen vielerorts Straßen den Namen „Knick“.  Wird eine Straße (in der Art eines Hohlwegs) beiderseitig von Wallhecken begrenzt, so ist dafür der Begriff Redder verbreitet. Trittstufen zum Überqueren eines Grabens oder einer Wallhecke heißen Stegel oder niederdeutsch „Steggelsch“.
In Frankreich, Großbritannien und Belgien bezeichnet man eine durch Wallhecken geprägte Landschaft als Bocage.

## Funktion und Bedeutung
Wallhecken dienten als Feldbegrenzung, Schutzwehren gegen größere Wildtiere, als Landwehr gegen feindliche Angreifer und nebenbei zur Brennholzgewinnung. Sie vermindern auch die Bodenerosion der obersten Erdschicht und dienen als Windschutz gegen Austrocknung. Das Kleinklima am Knick ist dem eines Waldrands vergleichbar. 
In der Geest entstanden Knicks zu einem geringen Teil aus von den Äckern abgesammelten Lesesteinen, diese werden dann unterschieden in Erdsteinwälle oder Feldmauern. Häufig werden Wallhecken aus Haselnusssträuchern, Faulbaum, Weißdorn, Schlehe, Brombeere oder Hainbuchen gebildet, seltener finden sich Eschen oder Erlen, vereinzelt eingestreut aber auch größere Buchen und Eichen. Als Schutz gegen Verbiss wurden vielfach auch Dornensträucher wie Heckenrosen, Brombeeren, Weißdorn und Schlehdorn gepflanzt. Diese wurden alle paar Jahre kreuzweise übereinander gefällt, so dass aus Totholz und Aufwuchs eine für das Vieh nur schwer zu durchdringende Barriere entstand. Wallhecken gelten als artenreicher Lebensraum, wirken durch ihre große biologische Vielfalt weit in die Landschaft hinein und stehen deswegen teilweise unter Naturschutz. Schließlich haben sich Wallhecken-Grünlandkomplexe im Laufe der Jahrhunderte zu einem eigenen Lebensraum für Flora und Fauna der Tiefebene entwickelt und prägen das landschaftliche Erscheinungsbild mancher Gegenden.
In der Intensivlandwirtschaft können Wallhecken die mechanische Bodenbearbeitung behindern.  Wallheckenlandschaften sind in den betroffenen Regionen oft Streitobjekt zwischen ökonomischen und ökologischen Interessen. In Flurbereinigungsverfahren mit dem Ziel, größere und effizienter zu bewirtschaftende landwirtschaftliche Flächen zu schaffen, war nicht selten auch die Einebnung alter Wallhecken vorgesehen. 
In Mecklenburg-Vorpommern prägen Wallhecken nicht mehr das Landschaftsbild, da sie im Zuge der Zusammenlegung der Ackerflächen zu sehr großen Einheiten für die LPG-Betriebe entfernt wurden.
In Schleswig-Holstein werden die Knicks heute durch § 30 Bundesnaturschutzgesetz i. V. m. § 21 Abs. 1 Landesnaturschutzgesetz geschützt. Ziel ist es, 60 Meter Wallhecke je Hektar in landwirtschaftlich geprägten Gegenden zu erhalten.
Das Niedersächsische Ausführungsgesetz zum Bundesnaturschutzgesetz vom 19. Februar 2010 enthält im § 22 Abs. 3 Bestimmungen zu Wallhecken: Mit Bäumen oder Sträuchern bewachsene Wälle (Wallhecken), die als Einfriedung dienen oder dienten, auch wenn sie zur Wiederherstellung oder naturräumlich-standörtlich sinnvollen Ergänzung des traditionellen Wallheckennetzes neu angelegt worden sind, sind geschützte Landschaftsbestandteile im Sinne von § 29 Abs. 1 Satz 1 BNatSchG. Wallhecken dürfen nicht beseitigt werden. Alle Handlungen, die das Wachstum der Bäume und Sträucher beeinträchtigen, sind verboten. In Sonderfällen werden auch gehölzfreie Wälle mit Grenzfunktion als Wallhecken eingestuft.

## Pflege
Zur Erhaltung von Landschaftsbild und der traditionellen Form der Wallhecken müssen die Sträucher regelmäßig „geknickt“ oder auf den Stock zurückgesetzt werden. Dies ist nur während des Winterhalbjahres erlaubt.
Im März 2023 erklärte die UNESCO die Knickpflege in Schleswig-Holstein zum Immateriellen Kulturerbe.

## Film
- Der Trick mit dem Knick. Dokumentarfilm, Deutschland, 2018, 28:40 Min., Buch und Regie: Kirsten Burger, Produktion: NDR, Reihe: NaturNah, Erstsendung: 20. März 2018 bei NDR Fernsehen, Inhaltsangabe von ARD.